# Očetov greh
Očetov greh je povest slovenskega pisatelja Janka Kersnika, ki je prvič izšla leta 1894 v časopisu Ljubljanski zvon. Očetov greh je Kersnikova zadnja povest, ki jo smatrajo za vrhunec njegovega kmetskega pripovedništva.
Zgodba pripoveduje o bogatem kmečkem fantu, ki je zapeljal revno bajtarsko dekle, a jo je moral na zahtevo staršev zapustiti in zatajiti lastnega otroka. Toda očetov greh se maščuje nad sinom. Njegov zakonski sin študira na Dunaju in se zaljubi v lepo dekle, ne da bi vedel, da je to njegova polsestra. Ko odkrije resnico, v obupu stori samomor.